# Kachkanar
Kachkanar (del ruso: Качканар) es una ciudad del óblast de Sverdlovsk, en Rusia. Está situada entre los río Isa y Viya, a 205 km al norte de Ekaterimburgo. Su población alcanzaba los 42.563 habitantes en 2010.

## Historia
Kachkanar fue fundada en 1957 como centro de explotación minero, recibiendo el estatus de asentamiento de tipo urbano en 1959 y el de ciudad en 1968.

## Demografía
| 1959 | 1970   | 1979   | 1989   | 2002   | 2008   |
| ---- | ------ | ------ | ------ | ------ | ------ |
| 4000 | 33 000 | 41 300 | 48 500 | 44 700 | 43 100 |

## Economía
La principal actividad económica de la ciudad es la explotación de una mina de hierro por el complejo OAO Vanadi (ОАО Ванадий).

## Personalidades
- Yekaterina Bikert (*1980-), atleta.